# Tacna
Tacna er en by i den sydlige del af Peru, hovedstad i regionen der også hedder Tacna. Byen har et indbyggertal (pr. 2005) på cirka 230.000, og ligger ved grænsen til nabolandet Chile.
18°03′S 70°14′V / 18.050°S 70.233°V
- Wikimedia Commons har flere filer relateret til Tacna